# Blade: Trinity
Blade: Trinity (2004, cunoscut și ca Blade III sau Blade III: Trinity) este un film american cu vampiri / cu supereroi / de acțiune bazat pe personajul Blade din benzile desenate Marvel. Filmul este regizat de David S. Goyer, autorul primelor două scenarii ale seriei de filme Blade. În rolul titular revine Wesley Snipes.

## Distribuție
- Wesley Snipes ca Blade
- Kris Kristofferson ca Abraham Whistler
- Jessica Biel ca Abigail Whistler
- Ryan Reynolds ca Hannibal King
- Dominic Purcell ca Dracula / Drake
- Parker Posey ca Danica Talos
- Callum Keith Rennie ca Asher Talos
- Triple H ca Jarko Grimwood
- Natasha Lyonne ca Sommerfield
- Haili Page ca Zoey Sommerfield
- John Michael Higgins ca Dr. Edgar Vance
- Mark Berry ca Police Chief Martin Vreede
- Patton Oswalt ca Hedges
- James Remar ca Agent FBI Ray Cumberland
- Michael Rawlins ca Agent FBI Wilson Hale
- Eric Bogosian ca Bentley Tittle
- Ron Selmour ca Dex
- Christopher Heyerdahl ca Caulder

## Legături externe
- Site web oficial
- Blade: Trinity la Allmovie
- Blade: Trinity la Internet Movie Database
- Blade: Trinity la Metacritic
- Blade: Trinity la Box Office Mojo
- Blade: Trinity la Rotten Tomatoes
- Blade: Trinity at Marvel.com
- Blade: Trinity Arhivat în 8 aprilie 2009, la Wayback Machine. script at HorrorLair
- Blade turns Ten. Arhivat în 20 decembrie 2008, la Wayback Machine. Interviews with the cast.